# María la del Barrio
María la del Barrio je mexická telenovela produkovaná společností Televisa a vysílaná na stanici Las Estrellas v roce 1995. V hlavních rolích hráli Thalía, Fernando Colunga a Itatí Cantoral.

## Obsazení
| Thalía           | María Hernández Rojas de la Vega „María la del barrio“             |
| Fernando Colunga | Luis Fernando de la Vega Montenegro                                |
| Itatí Cantoral   | Soraya Montenegro de la Vega / Soraya Montenegro Vda. de Montalbán |